# Чилчинбіто
Чилчинбіто (англ. Chilchinbito) — переписна місцевість (CDP) в США, в окрузі Навахо штату Аризона. Населення — 769 осіб (2020).

## Географія
Чилчинбіто розташоване за координатами 36°29′28″ пн. ш. 110°2′59″ зх. д. / 36.49111° пн. ш. 110.04972° зх. д. (36.490997, -110.049831). За даними Бюро перепису населення США в 2010 році переписна місцевість мала площу 61,57 км², з яких 61,54 км² — суходіл та 0,03 км² — водойми.

## Демографія
Згідно з переписом 2010 року, у переписній місцевості мешкало 506 осіб у 135 домогосподарствах у складі 109 родин. Густота населення становила 8 осіб/км². Було 228 помешкань (4/км²).
Расовий склад населення:
| - 99,4 % — корінних американців - 0,6 % — білих |

До двох чи більше рас належало 0,0 %. Частка іспаномовних становила 1,2 % від усіх жителів.
За віковим діапазоном населення розподілялося таким чином: 40,3 % — особи молодші 18 років, 50,8 % — особи у віці 18—64 років, 8,9 % — особи у віці 65 років та старші. Медіана віку мешканця становила 21,8 року. На 100 осіб жіночої статі у переписній місцевості припадало 87,4 чоловіків; на 100 жінок у віці від 18 років та старших — 91,1 чоловіків також старших 18 років.
Середній дохід на одне домашнє господарство становив 25 786 доларів США (медіана — 16 528), а середній дохід на одну сім'ю — 25 455 доларів (медіана — 15 625). Медіана доходів становила 28 125 доларів для чоловіків та 29 583 долари для жінок. За межею бідності перебувало 59,2 % осіб, у тому числі 72,2 % дітей у віці до 18 років та 25,0 % осіб у віці 65 років та старших.
Цивільне працевлаштоване населення становило 131 осіб. Основні галузі зайнятості: освіта, охорона здоров'я та соціальна допомога — 27,5 %, мистецтво, розваги та відпочинок — 15,3 %, роздрібна торгівля — 13,7 %, публічна адміністрація — 13,0 %.